# Clayton (Nuovo Messico)
Clayton è un comune (town) degli Stati Uniti d'America e capoluogo della contea di Union nello Stato del Nuovo Messico. La popolazione era di 2 980 abitanti al censimento del 2010. Clayton è un incrocio per i turisti che vanno dal Texas al Colorado, e Kansas / Oklahoma / Texas a Taos.

## Geografia fisica
Secondo lo United States Census Bureau, la città ha una superficie totale di 21,06 km², dei quali 21,02 km² di territorio e 0,04 km² di acque interne (0,18% del totale).

## Storia

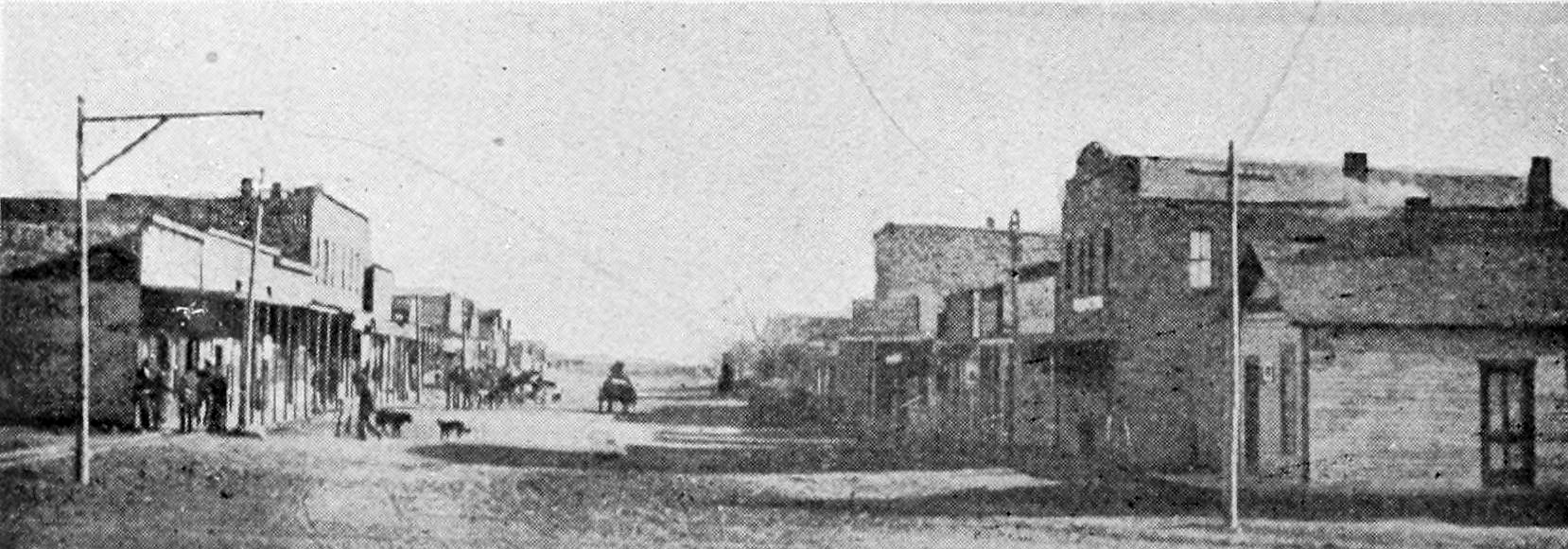
Clayton (1904)

Il Cimarron Cutoff del Santa Fe Trail portò alcuni dei primi americani attraverso la regione di Clayton. Il Santa Fe Trail venne creato per la prima volta nel 1821 dopo che il governo spagnolo è stato sfrattato dal Messico che aprì gli scambi tra Santa Fe e gli Stati Uniti. William Becknell, noto anche come il "padre del Santa Fe Trail", fu la prima persona ad utilizzare il Santa Fe Trail come percorso commerciale tra lo stato del Missouri e Santa Fe. Egli fondò il Cimarron Cutoff, noto anche come Cimarron Route, come un percorso più veloce tra i paesi come la Cimarron Route abbreviata dal Trail di più di 100 miglia. Il Cimarron Cutoff andava dritto attraverso la regione di Clayton dove i viaggiatori utilizzarono la Rabbit Ear Mountain come punto di riferimento. Alla fine i viaggiatori lungo il sentiero cominciarono ad apprezzare il ricco terreno intorno a Clayton e le colline verdi che erano perfette per l'allevamento del bestiame. I bovini e le pecore furono introdotti con la creazione di ranch nell'area, anche se erano grandi e distanti. Ciò cambiò quando la ferrovia arrivò nell'area e Stephen Dorsey, un rancher vicino, ricevette i diritti dell'area in cui la ferrovia la attraversava. Presto progettò il sito della città.
Clayton prese questo nome in onore di un figlio del senatore Stephen W. Dorsey, un repubblicano dell'Arkansas, originario dell'Ohio, che servì durante l'era della ricostruzione. La città venne fondata nel 1887. La città era un centro della spedizione del bestiame per le mandrie del fiume Pecos e del Texas Panhandle.

## Società

### Evoluzione demografica
Secondo il censimento del 2010, la popolazione era di 2 980 abitanti.

### Etnie e minoranze straniere
Secondo il censimento del 2010, la composizione etnica della città era formata dal 75,94% di bianchi, il 2,58% di afroamericani, il 2,72% di nativi americani, lo 0,54% di asiatici, lo 0% di oceanici, il 15,64% di altre razze, e il 2,58% di due o più etnie. Ispanici o latinos di qualunque razza erano il 51,14% della popolazione.